# Karol Henrich Fuchs
Karol Henrich Fuchs (5. června 1851, Bratislava – 10. ledna 1916, Bratislava) byl slovenský matematik, fyzik a geodet.

## Život
Karol Henrich Fuchs se narodil v Bratislavě. Po absolvování gymnázia v Bratislavě studoval matematiku, fyziku a astronomii na vídeňské univerzitě, kde se věnoval i studiu klasických jazyků. Přestože od ukončení studií až do svého brzkého odchodu na důchod působil jako středoškolský učitel, věnoval se mimořádně široké škále vědeckých problémů, obyčejně matematicky velmi náročných. Zemřel 10. ledna 1916 v Bratislavě.

## Práce
Nejpřínosnější byly jeho studie z oblasti fotogrammetrie, v nichž se věnoval matematickému vyhodnocování fotogrammetrických záběrů, korekci chyb, zdokonalování některých metod a přístrojů. Vypracoval metodu vyhodnocování ne zcela přesných (planparalelních) fotografických desek i přístrojů, čímž mimořádně rozšířil aplikabilitu této geodetické metody. Svými pracemi se i v mezinárodním měřítku zařadil mezi průkopníky fotogrammetrie. Jeho fyzikální a matematické dílo je dosud málo probádané, i přesto, že uveřejnil velký počet článků i v renomovaných vědeckých časopisech jako Annalen der Physik, Repertorium der Physik, zprávy vídeňské akademie věd atd. V jeho pozůstalosti se zachovaly rukopisy prací o kapalných krystalech, slapových jevech, o aplikacích metody nejmenších čtverců, z oblasti teorie čísel, ale i filologie, kulturní historie atd. V citlivé aplikaci matematické teorie na různé fyzikální problémy nacházíme jistou analogii mezi ním a JM Petzvalem, který byl jeho učitelem na vídeňské univerzitě.